# Бус (Сарт)
Бус (фр. Bousse) је насељено место у Француској у региону Лоара, у департману Сарт.
По подацима из 2011. године у општини је живело 437 становника, а густина насељености је износила 36,36 становника/km².

## Демографија
| 1962. | 1968. | 1975. | 1982. | 1990. | 2011. |
| ----- | ----- | ----- | ----- | ----- | ----- |
| 416   | 407   | 358   | 414   | 382   | 437   |